# Мильвидська Вікторія Михайлівна
Вікторія Михайлівна Мильвидська-Белінськи, (до шлюбу — Мильвидська) нар. 20 квітня 1967 року, Москва, СРСР) — російська радянська професійна тенісистка, спортивна коментаторка, тренерка.

## Кар'єра
Вікторія почала грати в теніс у віці 7 років. Тренери — заслужена тренерка СРСР і Росії з тенісу Лариса Преображенська і Олександра Дмитрівна Гранатурова. Неодноразово перемагала і була призеркою в одиночному і парному розрядах на юнацьких чемпіонатах Москви, СРСР, Європи. У 1983 у віці 16 років після перемоги в міжнародному турнірі в Москві їй було присвоєно звання Майстра спорту міжнародного класу. Це стало початком професійної тенісної кар'єри.
Вікторія Мильвидська виступала за «ДЗГ Спартак», збірну Москви і Збірну СРСР . У 1984 році стала наймолодшою за всю історію чемпіонатів СРСР з тенісу чемпіонкою в одиночному розряді. У 1984 — 1992 роках входила в десятку найсильніших тенісисток СРСР.
Вікторія виступала на всіх турнірах Великого Шолома, була фіналісткою Ігор Доброї Волі. Закінчила тенісну кар'єру в 1993, отримавши серйозну травму. У тому ж році виїхала в США, де живе і працює в даний час.
У 2005—2008 роках — працювала на ТБ каналі НТВ ПЛЮС ТЕНІС. Стала авторкою і ведучою серії програм «Тренер: Професія або Покликання». Її учасниками були такі знамениті тренери як: Нік Боллетьєрі, Бад Коллінз, Роберт Ленсдорп, Карлос Родрігес, Річард Вільямс.Вела спортивні репортажі і новини з Вімблдону і Олімпійських Ігор в Пекіні 2008. Коментувала тенісні матчі на турнірах Великого Шолома, Кубка Девіса і Кубка Федерації. Брала інтерв'ю у таких тенісних зірок і фахівців як: Уейн Браян, Серена Вільямс, Бад Коллінз, Анна Курникова, Енді Роддік, Марат Сафін, Янко Типсаревич. У 2014 році стала тренеркою Тенісної Федерації США в Нью-Йорку (USTA Player Development Program in NY, USA в програмі з виховання професійних гравців. У 2015 переїхала в Маямі, Флорида, де тренує тенісистів-юніорів, які збираються присвятити своє життя професійній тенісній кар'єрі.

## В одиночному розряді

### Перемоги
- 1982 — 1983 — володарка «Кубка Гельвеція» чемпіонату Європи з тенісу серед юніорів у складі збірної команди СРСР — Лезен, Швейцарія
- 1984 — завоювала титул чемпіонки СРСР в одиночному розряді і в парі серед дівчат на чемпіонаті СРСР з тенісу — Ташкент, СРСР
- 1984 — Бронзова призерка чемпіонату Європи в одиночному розряді серед дівчат — Остенде, Бельгія
- 1984 — Переможниця Зимового міжнародного турніру в одиночному розряді — Москва, СРСР
- 1987 — Переможниця жіночого турніру ITF — Барі, Італія

### Фінал
- 1981 — Чемпіонат Європи з тенісу серед юніорів (програла Мануеле Малєєва) — Блуа, Франція .
- 1984 — Ігри доброї волі (" Дружба-84 ") (перемогла Катерину Малєєву, програла Олені Єлисеєнко) — Катовіце, Польща
- 1986 — Цикл жіночих турнірів ITF — Загреб, Югославія
- 1987 — Чемпіонат СРСР з тенісу (програла Наталі Звєрєвої) — Таллінн, СРСР
- 1987 — Цикл жіночих турнірів ITF — Софія, Болгарія
- 1990 — Цикл жіночих турнірів ITF — Барі, Італія
- 1990 — Цикл жіночих турнірів ITF — Дармштадт, ФРН

### Півфінал
- 1983 — European Junior Championships 16 & Under — Женева, Швейцарія
- 1986 — Цикл жіночих турнірів ITF — Сан-Антоніо, США
- 1986 — Цикл жіночих турнірів ITF — Бол, Югославія
- 1987 — Цикл жіночих турнірів ITF — Кройдон, Велика Британія
- 1990 — Цикл жіночих турнірів ITF — Гранада, Іспанія
- 1991 — Цикл жіночих турнірів ITF — Дармштадт, Німеччина
- 1991 — Цикл жіночих турнірів ITF — Пістіччі, Італія

### Чвертьфінали
- 1985 — Цикл жіночих турнірів ITF — Чешир, Велика Британія
- 1986 — Цикл жіночих турнірів ITF — Софія, Болгарія
- 1987 — Цикл жіночих турнірів ITF — Чешир, Велика Британія
- 1987 — Цикл жіночих турнірів ITF — Істборн, Велика Британія
- 1990 — Цикл жіночих турнірів ITF — Мантуя, Італія
- 1990 — Цикл жіночих турнірів ITF — Реда-Віденбрюк, ФРН
- 1990 — Цикл жіночих турнірів ITF — Ерланген, ФРН

## У парному розряді

### Перемоги
- 1984 — Чемпіонат Європи з тенісу серед юніорів — Остенде, Бельгія (партнер Наталія Бикова)
- 1986 — Цикл жіночих турнірів ITF — Чикаго, США (партнер Наталія Бикова)
- 1986 — Цикл жіночих турнірів ITF — Загреб, Югославія (партнер Наталія Бикова)
- 1986 — Цикл жіночих турнірів ITF — Софія, Болгарія (партнер Наталія Бикова)
- 1987 — Універсіада — Загреб, Югославія (партнер Лейла Месхі)
- 1987 — Цикл жіночих турнірів ITF — Барі, Італія (партнер Аїда Халатян)
- 1987 — Цикл жіночих турнірів ITF — Монте-Візо, Італія (партнер Аїда Халатян)
- 1987 — Цикл жіночих турнірів ITF — Бол, Югославія (партнер Олена Брюховець)
- 1987 — Цикл жіночих турнірів ITF — Кройдон, Британія (партнер Paulette Moreno)
- 1988 — Цикл жіночих турнірів ITF — Модена, Італія (партнер Євгенія Манюкова)
- 1988 — Цикл жіночих турнірів ITF — Ареццо, Італія (партнер Євгенія Манюкова)
- 1988 — Цикл жіночих турнірів ITF — Салерно, Італія (партнер Євгенія Манюкова)
- 1988 — Цикл жіночих турнірів ITF — Нивель, Бельгія (партнер Євгенія Манюкова)
- 1988 — Цикл жіночих турнірів ITF — Ребека, Бельгія (партнер Олена Брюховець)
- 1990 — Цикл жіночих турнірів ITF — Марса, Мальта (партнер Ганна Мірза)
- 1991 — Цикл жіночих турнірів ITF — Ерланген, Німеччина (партнер Maja Zivec-Skulj)

### Фінал
- 1981 — Чемпіонат Європи з тенісу серед юніорів — Серрамаццоні, Італія (партнер Ірина Звєрєва (Фатєєва))
- 1984 — Вімблдонський турнір серед юніорів — Вімблдон, Велика Британія (партнер Лариса Савченко-Нейланд)
- 1984 — Orange Bowl — Маямі, США (партнер Наталія Бикова)
- 1986 — Цикл жіночих турнірів ITF — Ель-Пасо, США (партнер Наталія Звєрєва)
- 1990 — Цикл жіночих турнірів ITF — Реда-Віденбрюк, ФРН (партнер Agnese Blumberga)

### Півфінал
- 1987 — Цикл жіночих турнірів ITF — Рабац, Югославія (партнер Олена Брюховець)
- 1987 — Цикл жіночих турнірів ITF — Телфорд, Велика Британія (партнёр Heidi Sprung)
- 1990 — Цикл жіночих турнірів ITF — Мантуя, Італія (партнер Петра Лангрова)
- 1990 — Цикл жіночих турнірів ITF — Дармштадт, ФРН (партнер Michaela Frimmelova)
- 1992 — Цикл жіночих турнірів ITF — Сопот, Польща (партнер Kirstin Freye)

## Великий шолом
Турніри Великого шолому (проводить Міжнародна федерація тенісу).
Перемоги над гравчинями, які входили в першу сотню провідних тенісистів у світі: Катерина Малеєва, Яна Новотна, Манон Боллеграф, Tami Whitlinger, Sandra Wasserman, Ніколь Арендт, Інес Горрочатегі, Любомира Бачева, Regina Marsikova, Андреа Стрнадова, Catherine Tanvier, Sabine Hack, Radka Bobkova.